# Archimede Melchior
Archimede Melchior (Udine, 15 dicembre 1901 – Genova, 13 ottobre 1961) è stato un calciatore italiano, di ruolo attaccante.

## Carriera
Gioca nel Padova nella stagione di Prima Divisione 1923-1924, disputando in totale 15 partite segnando quattro reti. Debutta il 7 ottobre 1923 nella partita Padova-Novara (3-1). Gioca la sua ultima partita con i biancoscudati il 23 marzo 1924 in Modena-Padova (0-0).
Tra il 1925-1930 e il 1931-1936 giocò in Romania allo Juventus FC, club fondato nel 1924 dalla Banca Comerciala Romano - Italiana (Romcomit). Ha partecipato a 104 partite di squadra e ha vinto il campionato rumeno nel 1930.
Successivamente, la squadra cambierà nome in FC Petrolul Ploiesti.